# Julian Brzozowski
Julian Brzozowski (ur. 26 lutego 1925 w Zabostowie Dużym, zm. 8 marca 2002) – księżacki twórca ludowy, rzeźbiarz, założyciel Muzeum Ludowego Rodziny Brzozowskich w Sromowie. 
W 1952 ożenił się z Wandą Wasiotą. Razem prowadzili gospodarstwo rolne w Sromowie. W wolnych chwilach poświęcał się swojej pasji – rzeźbieniu w drewnie. Swoje figurki przechowywał początkowo w domu, później wybudował dla nich specjalny pawilon. Dla części swoich figurek zaprojektował a następnie wykonał mechanizmy wprawiające je w ruch. W ślad za pierwszym powstały również kolejne pawilony tworzące obecnie Muzeum Ludowe Rodziny Brzozowskich. Ekspozycja prezentuje kilkaset drewnianych figur o tematyce historycznej, sakralnej oraz ilustrujących dawne życie łowickiej wsi.
Po śmierci został pochowany w na cmentarzu parafialnym w Kompinie. Jego twórczość kontynuuje syn Wojciech Brzozowski.